# Euthalia bunaya
Euthalia bunaya är en fjärilsart som beskrevs av Hans Fruhstorfer 1913. Euthalia bunaya ingår i släktet Euthalia och familjen praktfjärilar. Inga underarter finns listade i Catalogue of Life.